# Fages-Sendero De Anza-Southern Emigrant Road
El Fages-Sendero De Anza-Southern Emigrant Road (en inglés: Fages-De Anza Trail-Southern Emigrant Road) es un distrito histórico ubicado en Borrego Springs, California. El Fages-Sendero De Anza-Southern Emigrant Road se encuentra inscrito  en el Registro Nacional de Lugares Históricos desde el 29 de enero de 1973.

## Ubicación
El Fages-Sendero De Anza-Southern Emigrant Road se encuentra dentro del condado de San Diego en las coordenadas 33°15′25″N 116°24′22″O / 33.2569, -116.406.